# Ruanda en los Juegos Olímpicos de Seúl 1988
Ruanda estuvo representada en los Juegos Olímpicos de Seúl 1988 por seis deportistas, tres hombres y tres mujeres, que compitieron en atletismo.
El portador de la bandera en la ceremonia de apertura fue el atleta Mathias Ntawulikura. El equipo olímpico ruandés no obtuvo ninguna medalla en estos Juegos.